# Флінт-Гілл (Міссурі)
Флінт-Гілл (англ. Flint Hill) — місто (англ. city) в США, в окрузі Сент-Чарлз штату Міссурі. Населення — 981 особа (2020).

## Географія
Флінт-Гілл розташований за координатами 38°51′49″ пн. ш. 90°52′6″ зх. д. / 38.86361° пн. ш. 90.86833° зх. д. (38.863717, -90.868394).  За даними Бюро перепису населення США в 2010 році місто мало площу 6,40 км², уся площа — суходіл.

## Демографія
Згідно з переписом 2010 року, у місті мешкало 525 осіб у 179 домогосподарствах у складі 150 родин. Густота населення становила 82 особи/км².  Було 187 помешкань (29/км²).
Расовий склад населення:
| - 99,0 % — білих - 0,4 % — чорних або афроамериканців |

До двох чи більше рас належало 0,4 %. Частка іспаномовних становила 1,0 % від усіх жителів.
За віковим діапазоном населення розподілялося таким чином: 29,5 % — особи молодші 18 років, 59,5 % — особи у віці 18—64 років, 11,0 % — особи у віці 65 років та старші. Медіана віку мешканця становила 38,8 року. На 100 осіб жіночої статі у місті припадало 97,4 чоловіків;  на 100 жінок у віці від 18 років та старших — 101,1 чоловіків також старших 18 років.
Середній дохід на одне домашнє господарство  становив 114 790 доларів США (медіана — 99 167), а середній дохід на одну сім'ю — 114 734 долари (медіана — 103 750). За межею бідності перебувало 1,8 % осіб, у тому числі 0,6 % дітей у віці до 18 років та 2,8 % осіб у віці 65 років та старших.
Цивільне працевлаштоване населення становило 280 осіб. Основні галузі зайнятості: освіта, охорона здоров'я та соціальна допомога — 17,9 %, виробництво — 13,9 %, будівництво — 12,1 %, фінанси, страхування та нерухомість — 11,1 %.